# Christian Alemán
Christian Alemán (Guayaquil, Ecuador, 5 de febrero de 1996) es un futbolista ecuatoriano. Juega de mediocampista ofensivo o extremo derecho y su equipo actual es el Manta Fútbol Club de la Serie A de Ecuador.

## Trayectoria

### Barcelona S. C.
A mitad de temporada firmó con Barcelona, obteniendo el título de la temporada 2016, pasando a ser uno de sus jugadores favoritos de la hinchada, debido a sus buenas actuaciones. En la primera mitad de 2017 su buen rendimiento internacional llama la atención de Estudiantes de La Plata, equipo que solicitó su sesión por una temporada con opción de compra, para disputar la Superliga Argentina 2017-18.

### Estudiantes de La Plata
Hizo su debut con el elenco pincharrata en los últimos 15 minutos en la Copa Sudamericana. Debutó por la liga local marcando el gol de la victoria contra Arsenal.

### Regreso a Barcelona
Tras su paso por el pincha vuelve al Barcelona, dueño de su pase, su regreso a las canchas con la camisa de Barcelona se dio ante Deportivo Cuenca donde tuvo un debut aceptable. Para buscar más continuidad el club lo cedió a préstamo a otro club de la ciudad, también de la Serie A, el Guayaquil City Fútbol Club.

### Paso por Polonia
Después de su salida de Barcelona fichó el Arka Gdynia de la Segunda División de Polonia, tuvo regularidad con el equipo de Gdynia. En septiembre de 2023 regresó a territorio polaco para fichar por el GKS Katowice, de la Segunda División por dos temporadas.

### Aucas
Fue anunciado por Sociedad Deportiva Aucas para la temporada 2023 como refuerzo.
Manta Fútbol Club
El 5 de agosto del 2024 es anunciado como nuevo jugador del equipo atunero

## Estadísticas

### Clubes
Actualizado al último partido disputado el 17 de agosto de 2025.
| Club                    | País          | Año           | Partidos | Goles |
| ----------------------- | ------------- | ------------- | -------- | ----- |
| Emelec                  | Ecuador       | 2012-2014     | 11       | 5     |
| Técnico Universitario   | Ecuador       | 2015          | 4        | 2     |
| Manta F. C.             | Ecuador       | 2015          | 14       | 5     |
| Deportivo Quito         | Ecuador       | 2016          | 16       | 9     |
| Barcelona S. C.         | Ecuador       | 2016-2017     | 27       | 17    |
| Estudiantes de La Plata | Argentina     | 2017-2018     | 6        | 1     |
| Barcelona S. C.         | Ecuador       | 2018-2020     | 47       | 11    |
| Guayaquil City          | Ecuador       | 2020          | 9        | 0     |
| Arka Gdynia             | Polonia       | 2021-2022     | 61       | 8     |
| Aucas                   | Ecuador       | 2023          | 3        | 0     |
| GKS Katowice            | Polonia       | 2023-2024     | 15       | 1     |
| Manta F. C.             | Ecuador       | 2024-act.     | 34       | 8     |
| Total carrera           | Total carrera | Total carrera | 247      | 67    |

### Participaciones internacionales
| Torneo                 | Club            | Resultado        |
| ---------------------- | --------------- | ---------------- |
| Copa Libertadores 2012 | Emelec          | Octavos de final |
| Copa Sudamericana 2012 | Emelec          | Octavos de final |
| Copa Libertadores 2013 | Emelec          | Octavos de final |
| Copa Sudamericana 2013 | Emelec          | Segunda fase     |
| Copa Libertadores 2014 | Emelec          | Fase de grupos   |
| Copa Sudamericana 2014 | Emelec          | Cuartos de final |
| Copa Sudamericana 2016 | Barcelona S. C. | Primera fase     |
| Copa Libertadores 2017 | Barcelona S. C. | Semifinales      |

## Palmarés

### Campeonatos nacionales
| Título             | Club            | País    | Año  |
| ------------------ | --------------- | ------- | ---- |
| Serie A de Ecuador | Emelec          | Ecuador | 2013 |
| Serie A de Ecuador | Emelec          | Ecuador | 2014 |
| Serie A de Ecuador | Barcelona S. C. | Ecuador | 2016 |